# Прапор Різдвян (Тернопільський район)
Прапор Різдвян — офіційний символ села Різдвяни, Тернопільського району Тернопільської області, затверджений 4 квітня 2008 р. рішенням сесії Різдвянської сільської ради.
Автор — А. Гречило.

## Опис
Квадратне синє полотнище, на якому жовта 8-променева зірка (розмах променів рівний 1/3 сторони прапора), під нею три жовті корони в один ряд.

## Значення символів
Символи вказують на назву села: 8-променева зірка означає Вифлеємську зорю і символізує Різдво, а три корони — трьох царів, які несли Ісусу дари.